# Buchs AG
| AG ist das Kürzel für den Kanton Aargau in der Schweiz. Es wird verwendet, um Verwechslungen mit anderen Einträgen des Namens Buchs zu vermeiden. |

Buchs (schweizerdeutsch [bʊχs]) ist eine Einwohnergemeinde im Schweizer Kanton Aargau. Sie gehört zum Bezirk Aarau, liegt im unteren Suhrental und ist Teil der Agglomeration des Kantonshauptortes Aarau.

## Geographie
Das Dorfzentrum befindet sich beidseits der Suhre, die zwei Kilometer weiter nördlich in die Aare mündet. Es besteht aus dem Oberdorf auf der westlichen und dem Ausserdorf auf der östlichen Seite. Daran schliessen sich im Osten neuere Wohnbaugebiete an. Das Gemeindegebiet liegt vollständig in der völlig flachen Ebene der Suhre. Die östliche Hälfte wird durch den ausgedehnten Suretwald bedeckt, ansonsten gibt es keine besonderen geographischen Merkmale.
Die Fläche des Gemeindegebiets beträgt 532 Hektaren, davon sind 225 Hektaren bewaldet und 257 Hektaren überbaut. Der höchste Punkt befindet sich auf 394 m ü. M. im Steinfeld an der südwestlichen Gemeindegrenze, der tiefste auf 371 m ü. M. an der Suhre. Nachbargemeinden sind Rupperswil im Osten, Suhr im Süden sowie Aarau im Westen und Norden. Das Siedlungsgebiet ist vollständig mit demjenigen von Aarau und Suhr zusammengewachsen, zum Aarauer Stadtteil Rohr besteht eine schmale Lücke.

### Klima
Buchs liegt in der gemässigten Klimazone. Prägend für das Klima sind einerseits Winde aus westlichen Richtungen, die oft Niederschlag heranführen, andererseits die Bise (Ost- oder Nordostwind), die meist mit Hochdrucklagen verbunden ist, aber in allen Jahreszeiten kühlere Witterungsphasen verursacht als im Mittel zu erwarten wären. Der in den Alpentälern und am Alpenrand wichtige Föhn zeigt im Normalfall keine besonderen klimatischen Auswirkungen auf Aarau.
Die Messstation von MeteoSchweiz liegt auf einer Höhe von 387 m ü. M. Für die Normalperiode 1991–2020 beträgt die Jahresmitteltemperatur 10,0 °C. Der kälteste Monat ist der Januar mit durchschnittlich 1,2 °C, der wärmste der Juli mit 19,4 °C. Es gibt durchschnittlich 14,0 Hitzetage über 30 °C und 14,1 Eistage unter 0 °C. Die jährliche Niederschlagsmenge beträgt rund 920 mm, wobei besonders in den drei Sommermonaten aufgrund der Konvektion höhere Mengen gemessen werden als während der übrigen Jahreszeiten. Das Maximum wird im Mai, Juli und August mit je 98 mm erreicht, das Minimum im Februar mit 53 mm.
|                        | Jan  | Feb  | Mär  | Apr  | Mai  | Jun  | Jul  | Aug  | Sep  | Okt  | Nov | Dez  |   |       |
| Mittl. Temperatur (°C) | 1,2  | 1,9  | 5,9  | 9,9  | 14,0 | 17,7 | 19,4 | 18,8 | 14,6 | 10,1 | 5,0 | 1,9  | ⌀ | 10,1  |
| Mittl. Tagesmax. (°C)  | 3,9  | 5,9  | 11,1 | 15,6 | 19,6 | 23,5 | 25,6 | 25,0 | 20,2 | 14,5 | 8,0 | 4,3  | ⌀ | 14,8  |
| Mittl. Tagesmin. (°C)  | −1,5 | −1,7 | 1,2  | 4,3  | 8,5  | 12,1 | 13,6 | 13,5 | 9,8  | 6,5  | 2,3 | −0,5 | ⌀ | 5,7   |
|                        |      |      |      |      |      |      |      |      |      |      |     |      |   |       |
| Niederschlag (mm)      | 63   | 53   | 61   | 63   | 98   | 92   | 98   | 98   | 70   | 72   | 69  | 81   | Σ | 918   |
|                        |      |      |      |      |      |      |      |      |      |      |     |      |   |       |
| Sonnenstunden (h/d)    | 1,3  | 2,6  | 4,3  | 5,6  | 5,8  | 6,7  | 7,1  | 6,6  | 5,0  | 2,8  | 1,4 | 1,0  | ⌀ | 4,2   |
|                        |      |      |      |      |      |      |      |      |      |      |     |      |   |       |
| Regentage (d)          | 9,6  | 8,6  | 9,5  | 10,2 | 11,6 | 11,3 | 10,9 | 11,2 | 8,5  | 10,1 | 9,8 | 11,6 | Σ | 122,9 |
|                        |      |      |      |      |      |      |      |      |      |      |     |      |   |       |
| Luftfeuchtigkeit (%)   | 83   | 79   | 73   | 69   | 72   | 72   | 71   | 75   | 80   | 85   | 86  | 85   | ⌀ | 77,5  |

| −1,5 |

| −1,7 |

| 1,2 |

| 4,3 |

| 8,5 |

| 12,1 |

| 13,6 |

| 13,5 |

| 9,8 |

| 6,5 |

| 2,3 |

| −0,5 |

| −1,5 |

| −1,7 |

| 1,2 |

| 4,3 |

| 8,5 |

| 12,1 |

| 13,6 |

| 13,5 |

| 9,8 |

| 6,5 |

| 2,3 |

| −0,5 |

## Geschichte
Zahlreiche Funde weisen auf eine Besiedlung bereits während der Jungsteinzeit und der Bronzezeit hin. In den Jahren 1933 und 1955 kamen bei Sondierbohrungen im Bühlrain Reste eines römischen Gutshofes zum Vorschein. Ziegelstempel und Münzen belegen eine Siedlungsaktivität im 1. und 2. Jahrhundert. 1796 wurde auf der Strasse nach Hunzenschwil eine Goldmünze von Kaiser Hadrian gefunden (heute im Historischen Museum Bern). Die erste urkundliche Erwähnung von Buhse erfolgte im Jahr 1225. Die Schreibweise Buchs taucht erstmals 1361 auf. Der Ortsname leitet sich vom Buchsbaum (lat.: buxus) ab, der von den Römern in diese Gegend gebracht worden war.
Im Mittelalter lag das Dorf im Herrschaftsbereich der Grafen von Lenzburg, später der Grafen von Kyburg. Nachdem diese ausgestorben waren, übernahmen die Habsburger im Jahr 1273 die Landesherrschaft. 1415 eroberten die Eidgenossen den Aargau; Buchs gehörte nun zum Untertanengebiet der Stadt Bern, dem so genannten Berner Aargau. Administrativ war das Dorf dem Amt Lenzburg zugeteilt. Um 1500 war Buchs nicht besonders gross, die Behörden zählten nur gerade 14 Bauernhöfe und eine Mühle. 1528 führten die Berner die Reformation ein. Im März 1798 nahmen die Franzosen die Schweiz ein, entmachteten die «Gnädigen Herren» von Bern und riefen die Helvetische Republik aus. Buchs gehört seither zum Kanton Aargau.

Historisches Luftbild von Werner Friedli von 1953

Zusammen mit Rohr war Buchs einst Teil der Gemeinde Suhr, was aber immer wieder zu Streitigkeiten um die Land- und Waldnutzung führte. Seit dem frühen 16. Jahrhundert sind verschiedene Rechtsfälle und Schiedsverhandlungen belegt. Die Bewohner beider Dörfer forderten mehr Autonomie durch die Schaffung selbständiger Gemeinden. Am 30. Januar 1810 erfolgte schliesslich die Trennung. Um 1835 siedelten sich die ersten Industriebetriebe an. Zwar wanderten viele verarmte Einwohner nach Übersee aus (vor allem Tauner), doch Buchs entwickelte sich allmählich von einem unauffälligen Bauerndorf zu einem Industrievorort von Aarau. Besonders im 20. Jahrhundert wuchs die Bevölkerung markant an; allein zwischen 1940 und 1970 verdoppelte sich die Einwohnerzahl.
In einer weitläufigen Industriezone östlich des Dorfes entstanden Fabrikationsbetriebe und ein Einkaufszentrum. Ab Mitte der 1970er Jahre zogen über 10 % der Bevölkerung weg. Zwanzig Jahre später stabilisierte sich die Einwohnerzahl, seither steigt sie wieder leicht an. Am 6. September 1877 hatte die Schweizerische Nationalbahn die normalspurige Eisenbahnlinie von Aarau nach Suhr eröffnet, die SBB legten diese jedoch am 12. Dezember 2004 für den Personenverkehr still. Knapp sechs Jahre später, am 22. November 2010, übernahm die Wynentalbahn das Trassee.

## Sehenswürdigkeiten

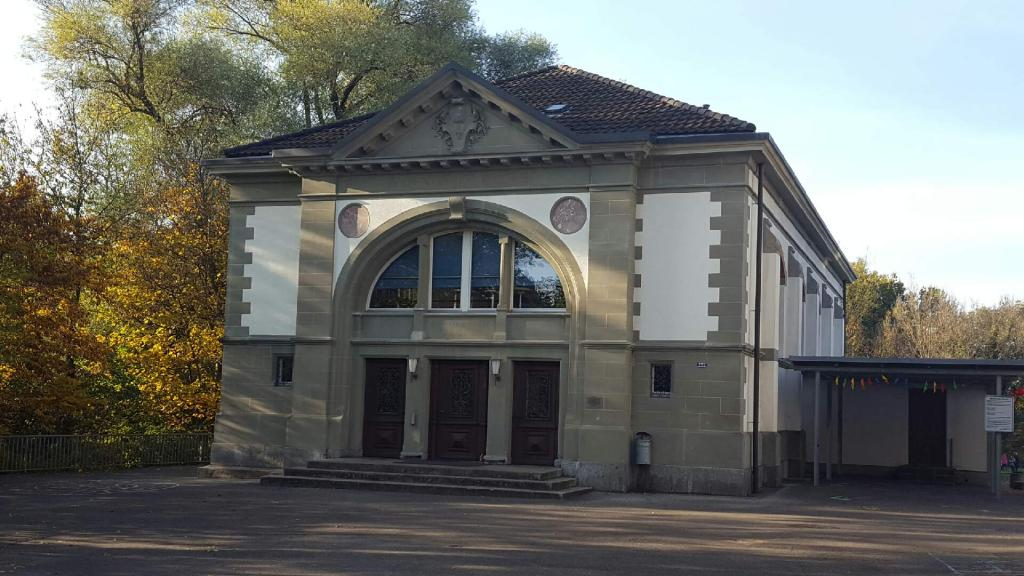
Alte Turnhalle

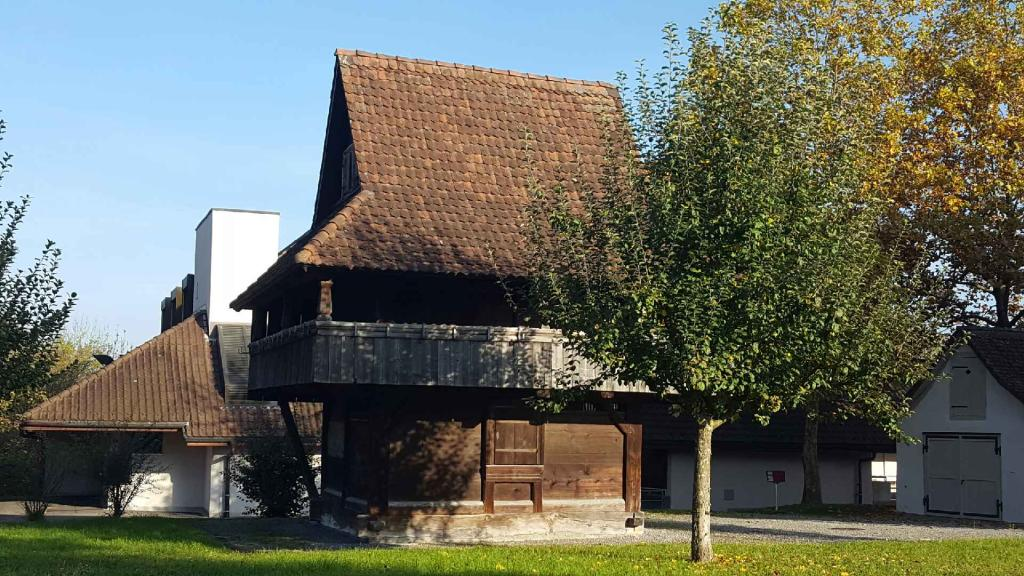
Spycher beim Dorfmuseum

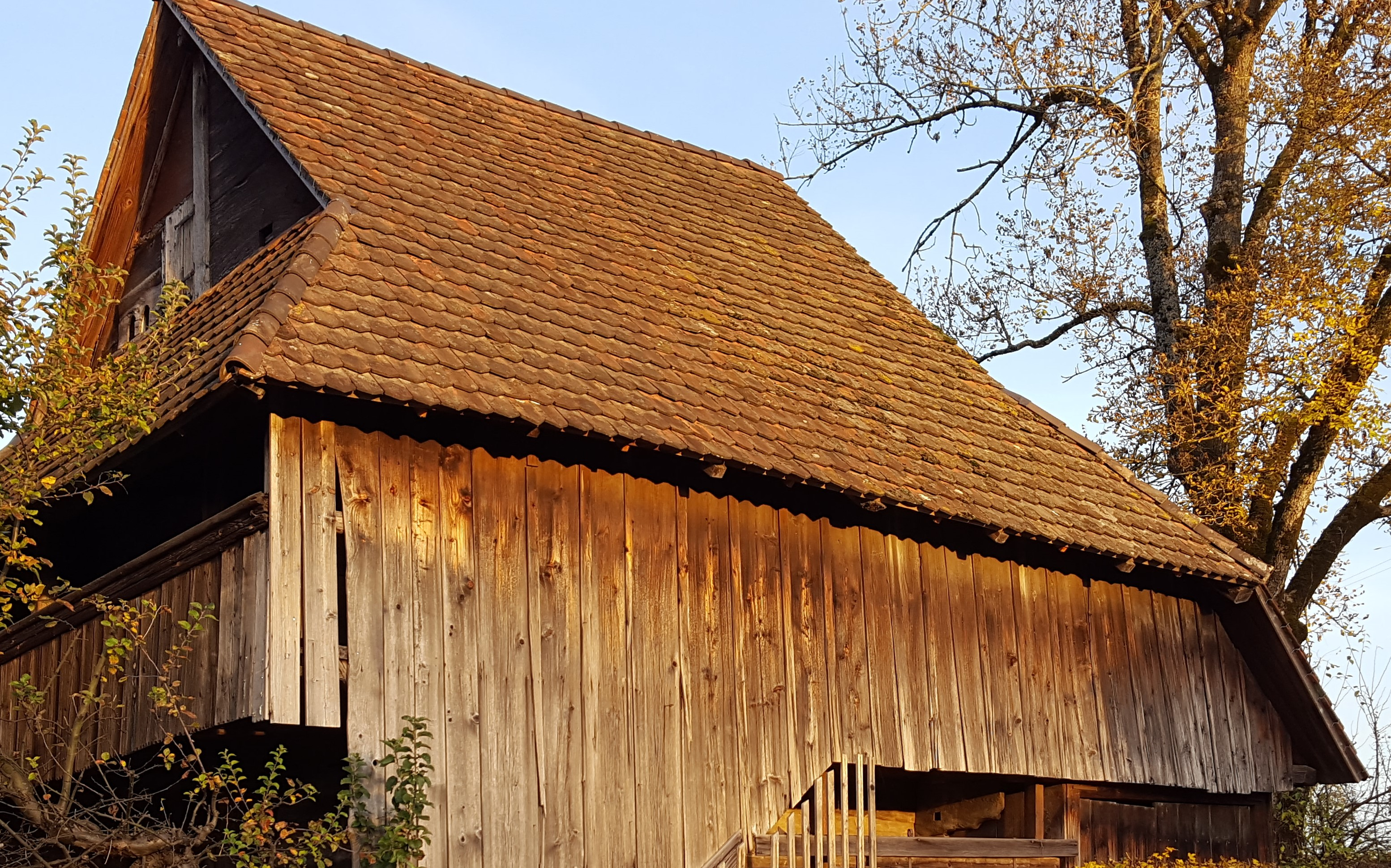
Spycher beim Fabrikweg

- Ortsmuseum Buchs
- Besucherzentrum Chocolat Frey

## Wappen
Die Blasonierung des Gemeindewappens lautet: «In Weiss über blauem Fluss ausgerissene grüne Buche.» Die früheste bekannte Variante dieses Wappens stammt aus dem Jahr 1734 und zeigt einen nicht näher bestimmbaren Laubbaum. Nachdem ab 1915 aufgrund eines Deutungsfehlers zwischenzeitlich eine Tanne abgebildet war, wurde 1955 eine Annäherung an das Siegelbild aus dem Jahr 1811 vorgenommen, welches damals schon eine Buche zeigte.

## Bevölkerung
Die Einwohnerzahlen entwickelten sich wie folgt:
| Jahr      | 1764 | 1850 | 1900 | 1930 | 1950 | 1960 | 1970 | 1980 | 1990 | 2000 | 2010 | 2020 |
| Einwohner | 416  | 935  | 1592 | 2720 | 3899 | 5734 | 6742 | 6029 | 5900 | 6175 | 7035 | 8121 |

Am 31. Dezember 2023 lebten 8429 Menschen in Buchs, der Ausländeranteil betrug 36,7 %. Bei der Volkszählung 2015 bezeichneten sich 25,2 % als römisch-katholisch und 24,8 % als reformiert; 50,0 % waren konfessionslos oder gehörten anderen Glaubensrichtungen an. 80,3 % gaben bei der Volkszählung 2000 Deutsch als ihre Hauptsprache an, 6,0 % Italienisch, 4,3 % Serbokroatisch, 2,6 % Türkisch, 1,2 % Spanisch, 0,7 % Albanisch, 0,6 % Französisch und 0,5 % Portugiesisch.

## Politik und Recht
Die Politische Gemeinde (im Kanton Aargau Einwohnergemeinde genannt) nimmt sämtliche kommunalen Aufgaben wahr, die nicht durch übergeordnetes Recht zum Wirkungskreis eines anderen Gemeindetyps (beispielsweise der Kirchgemeinden der Landeskirchen) erklärt worden sind.

### Legislative
- Grüne: 0
- SP/Grüne: 10
- GLP: 4
- EVP: 5
- Mitte: 4
- FDP: 8
- SVP: 9

Anstelle einer in kleineren Gemeinden üblichen Gemeindeversammlung vertritt seit 1970 das von den Buchser Stimmberechtigten gewählte Gemeindeparlament, der Einwohnerrat, die Anliegen der Bevölkerung. Er besteht aus 40 Mitgliedern, die für jeweils vier Jahre im Proporzwahlverfahren gewählt werden. Ihm obliegt das Genehmigen des Steuerfusses, des Voranschlages, der Jahresrechnung, des Geschäftsberichts und der Kredite. Ebenso erlässt er Reglemente und kontrolliert die Amtsführung der Exekutive. Die Einwohnerräte können parlamentarische Vorstösse (Motion, Postulat, kleine Anfrage) einreichen.
Die rechts stehende Grafik zeigt die Sitzverteilung nach der Wahl vom 28. November 2021. Bei den letzten fünf Wahlen erzielten die Parteien folgende Sitzzahlen:
| Partei                   | 2001 | 2005 | 2009 | 2013 | 2017 | 2021 |
| ------------------------ | ---- | ---- | ---- | ---- | ---- | ---- |
| SP                       | 07   | 08   | 08   | 06   | 08   | 10*  |
| SVP                      | 11   | 11   | 13   | 13   | 10   | 09   |
| FDP                      | 07   | 08   | 09   | 10   | 08   | 08   |
| EVP                      | 04   | 04   | 03   | 04   | 05   | 05   |
| Die Mitte (bis 2020 CVP) | 04   | 05   | 05   | 04   | 04   | 04   |
| GLP                      | 0–   | 0–   | 0–   | 0–   | 01   | 04   |
| Grüne                    | 0–   | 0–   | 02   | 03   | 02   | 0–*  |
| Parteilos                | 0–   | 0–   | 0–   | 0–   | 02   | 0–   |
| Jungliberale Bewegung    | 04   | 03   | 0–   | 0–   | 0–   | 0–   |
| Forum Buchs              | 03   | 01   | 0–   | 0–   | 0–   | 0–   |

*Gemeinsame Liste von SP und Grünen
Auch auf der Ebene der Einwohnergemeinde finden sich verschiedene Elemente der direkten Demokratie. So stehen der Bevölkerung fakultative und obligatorische Referenden sowie die Volksinitiative zu.

### Exekutive
Ausführende Behörde ist der fünfköpfige Gemeinderat. Er wird vom Volk für jeweils vier Jahre im Majorzverfahren gewählt. Der Gemeinderat führt und repräsentiert die Einwohnergemeinde. Dazu vollzieht er die Beschlüsse des Einwohnerrates und die Aufgaben, die ihm vom Kanton zugeteilt wurden.

### Judikative
Für Rechtsstreitigkeiten ist in erster Instanz das Bezirksgericht Aarau zuständig. Buchs gehört zum Friedensrichterkreis II (Oberentfelden).

## Wirtschaft
In Buchs gibt es gemäss der im Jahr 2015 erhobenen Statistik der Unternehmensstruktur (STATENT) rund 5000 Arbeitsplätze, davon 0,1 % in der Landwirtschaft, 44,6 % in der Industrie und 55,3 % im Dienstleistungssektor. Die Gemeinde ist damit ein bedeutender Wirtschaftsstandort, auch wenn das wirtschaftliche Leben stark auf den benachbarten Kantonshauptort ausgerichtet ist. In zwei weitläufigen Industriezonen an der Bahnlinie sowie im Südosten stehen zahlreiche Fabrikationsbetriebe sowie das Einkaufszentrum Wyne-Center. Die wichtigsten Industriebetriebe sind Chocolat Frey, die Jowa-Grossbäckerei und die Mibelle AG, die alle zum Einzelhandelskonzern Migros gehören. Die Kehrichtverbrennungsanlage Buchs verbrennt die Abfälle von 82 Gemeinden. Die TNT Swiss Post (der Schweizer Ableger von TNT Express) und die Swisslog Holding sind im Bereich Logistik tätig. Bis voraussichtlich Anfang 2023 wird auch die Schweizerische Post ein Paketzentrum eröffnen.

## Verkehr

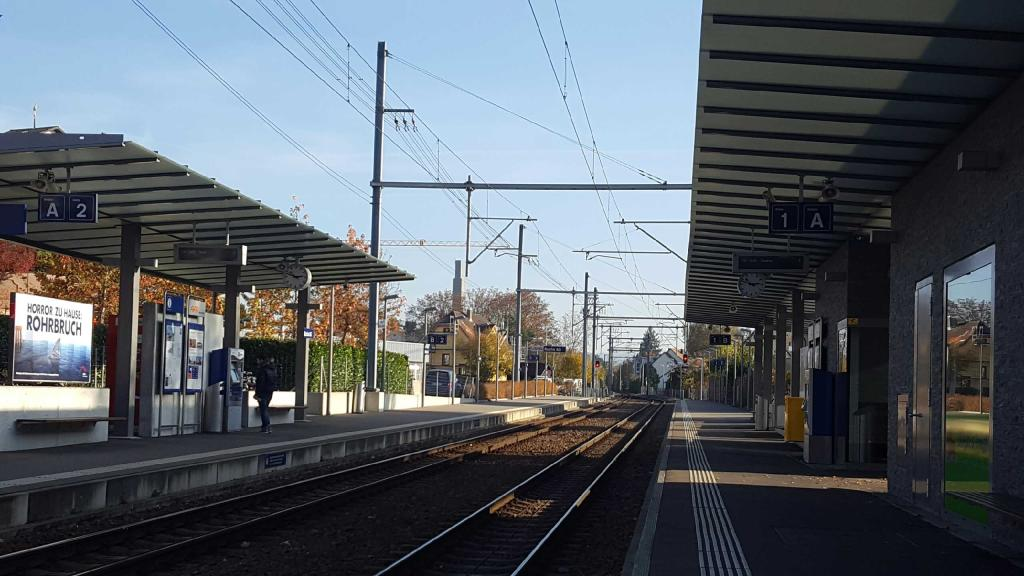
Bahnhof Wynentalbahn

Buchs ist durch eine vierspurige Schnellstrasse T5 mit dem Anschluss Aarau-Ost der Autobahn A1 bei Hunzenschwil verbunden, ebenso mit dem Aarauer Stadtzentrum.
Regionalverkehr
Auch hält die Wynentalbahn in Buchs  nach Menziken und Aarau an einer Haltestelle im Dorfzentrum.
- S 14 Menziken – Aarau – Schöftland (WSB)

Nahverkehr
Eine Stadtbuslinie des Busbetriebs Aarau verbindet Buchs mit dem Bahnhof Aarau.
- 1 Küttigen Kreuz – Rombach – Aarau Bahnhof – Buchs Wynenfeld

Nachtangebot
An Wochenenden verkehren zwei Nachtbusse von/nach Aarau durch das Wynental nach Menziken und nach Lenzburg und Zofingen
- N24 Aarau Bahnhof – Buchs AG – Suhr – Gränichen – Reinach – Menziken
- N28 Zofingen Bhf – Oftringen – Safenwil – Kölliken – Entfelden – Suhr – Buchs AG – Aarau Bahnhof
- N94 Aarau Bahnhof – Buchs AG – Aarau Rohr – Rupperswil – Schafisheim – Lenzburg

## Bildung

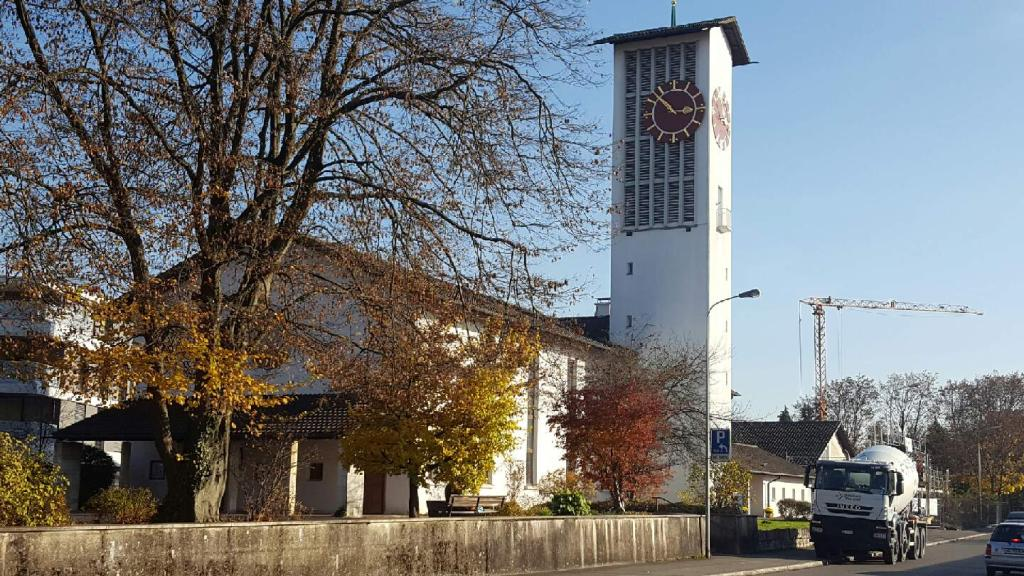
Reformierte Kirche

Die Gemeinde verfügt über je vier Kindergärten und Schulhäuser, in denen alle Stufen der obligatorischen Volksschule unterrichtet werden (Primarschule, Realschule, Sekundarschule, Bezirksschule). Buchs und Aarau haben zusammen eine Kreisschulbehörde mit gemeinsamer Verwaltung geschaffen. In der Kantonshauptstadt stehen auch die nächstgelegenen Gymnasien, die Alte Kantonsschule und die Neue Kantonsschule.

## Persönlichkeiten
- Heinrich Anacker (1901–1971), Schriftsteller
- Pierre Byland (* 1938), Schauspieler
- Franz Giegling (1921–2007), Musikwissenschaftler
- Elisabeth Kübler (* 1931), Bühnenschauspielerin und Galeristin
- Ewald Weibel (1929–2019), Anatom und Elektronenmikroskopiker